# Makkot
Makkot (ebraico: מכות, frustate) è un libro della Mishnah e del Talmud. È il quinto volume dell'Ordine di Nezikin. Makkot esamina principalmente le leggi dei  tribunali ebraici e le pene che possono infliggere; può esser considerato la continuazione del trattato Sanhedrin ("Sinedrio"), del quale faceva originalmente parte.
Le materie trattate rientrano nei seguenti temi:
- Testimoni collusivi (edim zomemim)
- Esilio presso una "città di rifugio"
- Sentenza di Flagellazione (malkut)

## Estratto
Si registra una disputa tra Rabbi Judah e gli altri saggi circa il numero massimo di frustate che una persona poteva ricevere. Rabbi Judah sosteneva che il massimo era di quaranta mentre i saggi dicevano che il massimo era trentanove frustate. Il Talmud dà ragione ai saggi.
Le frustate erano date in gruppi di tre, una sul torace e una dietro ciascuna spalla. Rabbi Judah, che sosteneva di somministrare quaranta frustate, dava il colpo finale tra le scapole. Poiché non si doveva uccidere la persona che veniva frustata, un dottore valutava quante frustate il condannato poteva sopportare (in multipli di tre) per sopravvivere.